# Verkehrsfliegerschule
Eine Verkehrsfliegerschule ist eine Flugschule (englisch approved training organisation, kurz ATO), die ihre Flugschüler zu Verkehrspiloten oder Berufspiloten ausbildet.
Die Ausbildung an einer Verkehrsfliegerschule bereitet auf die Prüfung – in Deutschland beim Luftfahrt-Bundesamt – zur Berufspilotenlizenz (Commercial Pilot Licence, CPL) oder zur Verkehrspilotenlizenz (Airline Transport Pilot Licence, ATPL) vor.
Ausbildungen, die Personen ohne fliegerische Vorkenntnisse direkt zum Verkehrsflugzeugführer ausbilden, sind sogenannte „Ab initio“-Ausbildungen. Sie werden von unterschiedlichen Flugschulen, die teilweise Tochterfirmen von Luftfahrtgesellschaften sind, angeboten.